# Epiclerus temenus
Epiclerus temenus is een vliesvleugelig insect uit de familie Tetracampidae. De wetenschappelijke naam is voor het eerst geldig gepubliceerd in 1839 door Walker.